# ジエゴ・ダ・シウヴァ・コスタ
ジエゴ・ダ・シウヴァ・コスタ（Diego da Silva Costa、1988年10月7日 - ）は、ブラジル・セルジッペ州ラガルト出身のサッカー選手。元スペイン代表。ポジションはFW。日本語ではヂエゴ・コスタ、ディエゴ・コスタなどとも表記される。

## クラブ経歴

### プロ入り前
16歳までストリートサッカーをしていたが、2004年、サンパウロにあるバルセロナ・SPの下部組織に入団した。バルセロナECではプロデビューすることなく、2006年2月1日、ポルトガル・スーペル・リーガのブラガに移籍し、数か月間をリザーブチームで過ごした後に自身初のプロ契約を交わした。2006年夏、半年間の契約でリーガ・デ・オンラ（2部）のペナフィエルにレンタル移籍した。

### アトレティコ・マドリード
2007年1月、リーガ・エスパニョーラのアトレティコ・マドリードに完全移籍した。アトレティコは150万ユーロを支払って保有権の50%を獲得している。2006-07シーズンの後半戦は古巣のブラガにレンタル移籍し、UEFAカップのパルマ戦 (1-0) でブラガでの初得点を挙げた。2007-08シーズンはセグンダ・ディビシオン（2部）のセルタに、2008-09シーズンはセグンダ・ディビシオンのアルバセテ・バロンピエにレンタル移籍し、それぞれのクラブでレギュラーとしてプレーした。

### レアル・バリャドリード
2009年7月8日、セルヒオ・アセンホプラス金銭とのトレードという形でバリャドリードに完全移籍した。ただし、2009-10シーズン終了後にアトレティコに復帰できる買戻しオプションがつけられた。序盤戦は調子がよく、出場した12試合で6得点を挙げたが、中盤戦から終盤戦にかけての期間は1点しか奪えず、チームはセグンダ・ディビシオン降格という結果に終わった。

### アトレティコ・マドリード復帰
2010年6月、買戻しオプションを行使されて、移籍金100万ユーロでアトレティコ・マドリードに復帰した。2010年8月30日、スポルティング・ヒホン戦 (4-0) でラ・リーガデビューし、当初はセルヒオ・アグエロとディエゴ・フォルランの控えだったが、9月26日のレアル・サラゴサ戦 (1-0) ではアグエロの負傷欠場のために先発出場の機会を得ると、ホームの観客の前で決勝点となる移籍後初得点を挙げ、その試合からリーグ戦3試合連続得点を記録した。キケ・サンチェス・フローレス監督は調子の上がらないフォルランを控えに降格させ、ジエゴ・コスタの出場機会が増加した。2011年4月3日、CAオサスナ戦 (3-2) ではチームの全得点となるハットトリックを達成した。2011年7月下旬、プレシーズン中に膝に重傷を負い、2011-12シーズンの大半を欠場することになった。

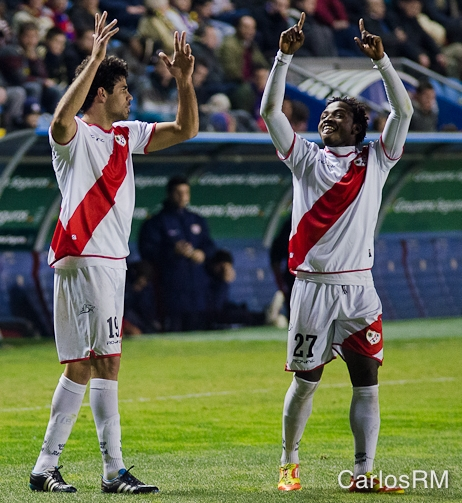
2012年2月、ラージョ・バジェカーノでプレーするコスタ。

2012年1月、ラージョ・バジェカーノに6月までの期限付き移籍した。移籍後最初の3試合で4得点を記録し、2月20日、レバンテ戦では2得点を記録した。最終的に16試合に出場し、10得点を記録した。
2012–13シーズン、アトレティコに復帰し、コパ・デル・レイではヘタフェ戦 (3-0) で2得点を記録し、レアル・ベティス戦でも得点を記録し、準決勝進出に貢献した。準決勝第1戦のセビージャ(2-1) 戦では2本のPKで得点を記録、第2戦では自身の得点に加え、ラダメル・ファルカオの得点をアシストした。決勝戦のレアル・マドリード戦では同点ゴールを記録し、チームの優勝に貢献した。コパ・デル・レイで8得点を記録し、クリスティアーノ・ロナウドを抑えて得点王を獲得した。

2013–14シーズン、リーグ戦初戦のセビージャ戦で2得点を記録し、レアル・マドリードとのマドリードダービーでは唯一の得点を記録し勝利に貢献した。2013年10月22日、チャンピオンズリーグのアウストリア・ウィーン戦でチャンピオンズリーグデビューし、2得点を記録した。2月19日、ACミラン戦1stレグでガビのコーナーキックから得点。2ndレグでも2得点し、17年ぶりに準々決勝に導いた。

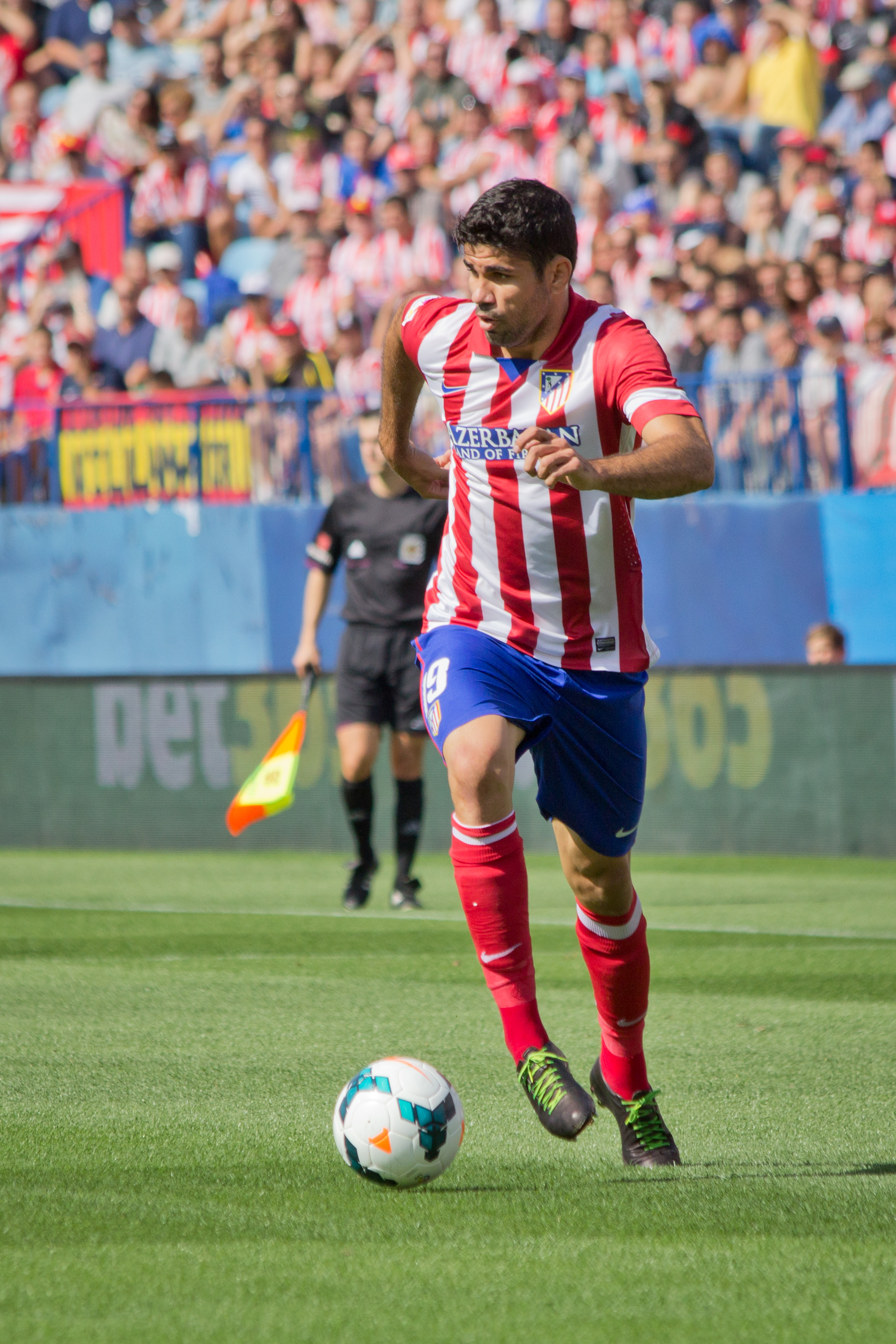
アトレティコでのコスタ(2013年)

2014年4月30日、チャンピオンズリーグ準決勝2ndレグチェルシー (3-1) 戦ではPKから得点し、1974年以来の決勝進出を果たした。リーグ戦では27得点を記録し、 クリスティアーノ・ロナウド、リオネル・メッシに次ぐ得点ランク3位に入った。また1996年以来、18年ぶりにリーグ優勝を達成した。

### チェルシーFC

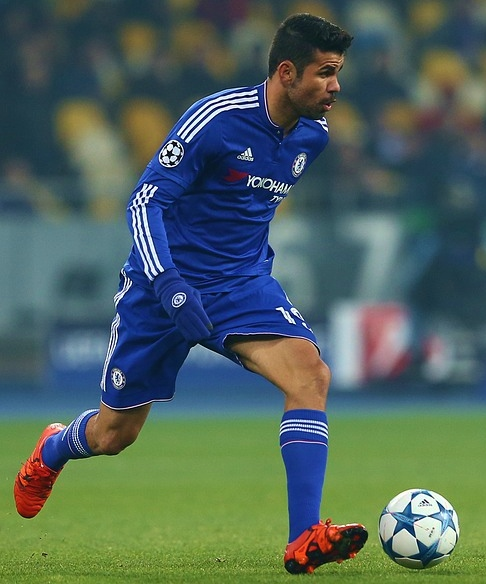
チェルシーでのコスタ(2015年)

2014年7月1日、イングランドのチェルシーに移籍することで合意に達した。違約金は4000万ユーロ（約56億円）とされている。15日、5年契約での移籍が完了した。7月27日のプレシーズンマッチで初出場を果たし、同じく新加入のセスク・ファブレガスのアシストから初得点を記録。8月18日に行われたプレミアリーグ第1節バーンリー戦で公式戦初得点を記録すると、その後のリーグ戦2試合でも得点を挙げ、8月のリーグ月間最優秀選手に選出された。9月13日に行われたリーグ第4節のスウォンジー・シティ戦においてハットトリックを達成した。
2017年9月、アントニオ・コンテ監督との確執が表面化し、昨季チームの得点王ながらダヴィド・ルイスとともに戦力外通告を受ける。2017年夏に新しく入ってきたアルバロ・モラタがチームに定着すると、ベンチ入りすらも許されなかった。

### アトレティコ・マドリード再復帰
9月21日にアトレティコ・マドリードとチェルシーFCがクラブ間合意したことが発表され、9月26日にアトレティコ加入が正式に決定した。アトレティコは夏の移籍市場における補強が禁止されているために加入は2018年1月になる。1月3日の国王杯、リェイダ・エスポルティウ戦で復帰し復帰後初ゴールを決めた。6日のリーガ、ヘタフェ戦では復帰後リーグ初ゴールを決めるが、直後のゴールセレブレーションが理由で2枚目のイエローで退場となった。ヨーロッパリーグ準決勝アーセナル戦2ndレグでは決勝ゴールを決め、決勝進出を助けた。2018年のUEFAスーパーカップでは2ゴールを決め、ライバルレアル・マドリードを下しての勝利を助けた。2019年7月27日、プレシーズンにニュージャージー州で行われたICC 2019でのレアル・マドリードとのダービーでは、4得点を決め、7-3での大勝に大きく貢献するも、63分にダニ・カルバハルと乱闘になり、レッドカードで退場した。
個人的な理由で自らクラブに契約解除を求め、 2020年12月29日にクラブと契約解除で合意した。
アトレティコには2006年に17歳で加入以降、公式戦215試合出場し、83ゴール、36アシストを記録した。また、ラ・リーガ（2013-14）、コパ・デル・レイ（2013）、ヨーロッパ・リーグ（2018）、2度のヨーロッパスーパーカップ（2010、2018）の5つのタイトルを獲得した。

### アトレチコ・ミネイロ
2021年8月14日、アトレチコ・ミネイロへの加入が発表された。プロサッカー選手になってから初めてのブラジルでのプレーとなる。しかしわずか5ヶ月後の2022年1月16日、双方合意の元で契約が解除された。

### ウルヴァーハンプトン
アトレチコ・ミネイロ退団後は再び無所属の期間が続いていたが、9月12日にサーシャ・カライジッチの長期離脱によりFWの補強が急務であったウルヴァーハンプトン・ワンダラーズFCへの加入が発表された。契約期間は1年。リーグ第31節でブレントフォード戦で加入後初得点を挙げた。プレミアリーグでのゴールは2168日振りのゴールとなった。

### ボタフォゴ
2023年6月の契約満了に伴いウルブスを退団したコスタは、8月にボタフォゴFRと年内までの契約で加入した。8月27日、ECバイーアとの試合で2ゴールを決めてこの試合の最優秀選手に選ばれた。

### グレミオ
2024年2月8日、退団したルイス・スアレスに代わるフォワードの補強を望んでいたグレミオFBPAと2024年末までの契約を結んだ。

## 代表経歴

### ブラジル代表
2013年3月にブラジル代表に招集され、同月に行われたイタリア代表とロシア代表との親善試合に出場した。

### スペイン代表
2013年10月、 当時のスペイン代表監督ビセンテ・デル・ボスケと話し合いの場が設けられ、翌11月、スペイン代表に初招集されることが発表、最終的には負傷のために召集は見送られた。
ブラジル代表を捨て、スペイン代表を選んだことに対して、当時のブラジル代表監督のルイス・フェリペ・スコラーリは「裏切り」と批判した。本人は「スコラーリがロシアとの親善試合後にまた呼ぶと言っていたが、フォワードが何人か負傷していた状況でも呼ばれなかった。静かに待ってみたが、FIFAコンフェデレーションズカップにも呼ばれなかった」とし、「そんな中、スペイン代表から声が掛かり、それを受諾した。そしたらスコラーリが突然僕を求めていると話し始めた」と語った。元ブラジル代表のペレは「選ぶ権利は彼にある。スペインでチャンスを得て、そこにとどまることを選んだ。過去にブラジルで正当な評価を受けなかったと思っていたなら、正しい判断だったのでは」と擁護している。
2014年3月5日、ビセンセ・カルデロンで行われた、イタリア代表との親善試合で再招集され、初出場を果たした。アトレティコ・マドリードの本拠地であったビセンテ・カルデロンで行われたことについて、「神様は僕がカルデロンでスペイン代表デビューする素晴らしさを知っているのかもしれない」と語った。
2014年10月12日のUEFA EURO 2016予選、ルクセンブルク代表戦で代表初得点を挙げた。

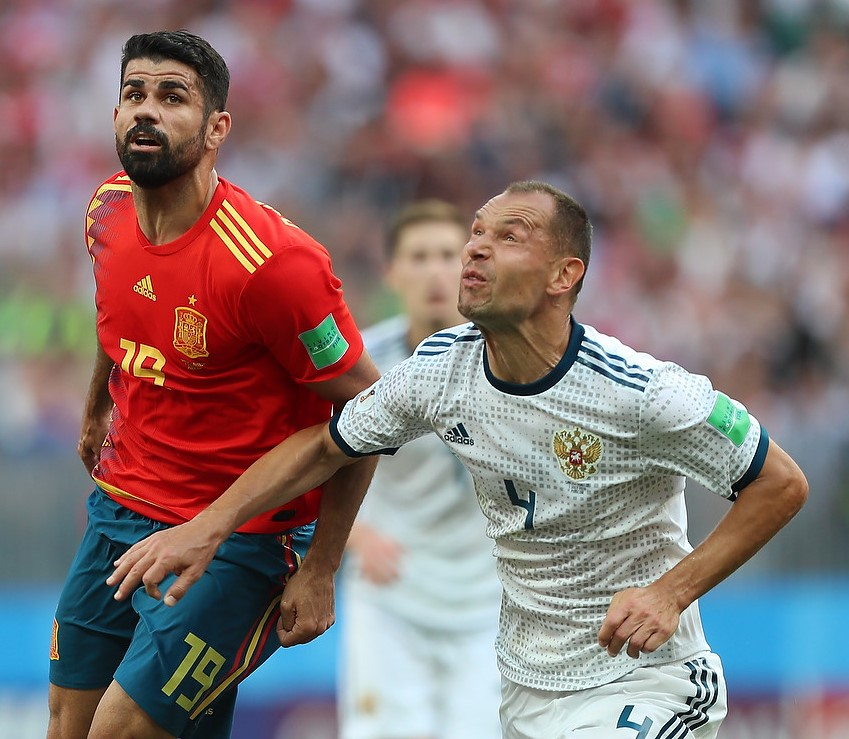
2018ワールドカップでのコスタ

2018 FIFAワールドカップのスペイン代表のメンバーに召集された。初戦のポルトガル代表戦では2得点の活躍でチームの引き分けに貢献、第2戦イラン代表戦では決勝ゴールを決め、決勝トーナメント進出を助けた。

## 人物
気性が荒いことでも有名であり、数多くの相手選手と騒ぎを起こしている。

## 個人成績
| クラブ                   | シーズン     | リーグ                 | リーグ     | リーグ     | 国内カップ | 国内カップ | 欧州カップ   | 欧州カップ   | その他     | その他     | 通算 | 通算 |
| スペイン                 | スペイン     | スペイン               | 出場       | 得点       | 出場       | 得点       | 出場         | 得点         | 出場       | 得点       | 出場 | 得点 |
| ------------------------ | ------------ | ---------------------- | ---------- | ---------- | ---------- | ---------- | ------------ | ------------ | ---------- | ---------- | ---- | ---- |
| ペナフィエル             | 2006-07      | リーガ・デ・オンラ     | 13         | 5          | -          | -          | 0            | 0            | 0          | 0          | 13   | 5    |
| ブラガ                   | 2006-07      | プリメーラ・リーガ     | 7          | 0          | -          | -          | 2            | 1            | 0          | 0          | 9    | 1    |
| セルタ                   | 2007-08      | セグンダ・ディビシオン | 30         | 6          | -          | -          | 0            | 0            | 0          | 0          | 30   | 6    |
| アルバセテ               | 2008-09      | セグンダ・ディビシオン | 35         | 10         | -          | -          | 0            | 0            | 0          | 0          | 35   | 10   |
| バリャドリード           | 2009-10      | ラ・リーガ             | 34         | 8          | 2          | 1          | 0            | 0            | 0          | 0          | 36   | 9    |
| アトレティコ・マドリード | 2010-11      | ラ・リーガ             | 23         | 6          | 5          | 1          | 6            | 1            | 0          | 0          | 34   | 8    |
| アトレティコ・マドリード | 2011-12      | ラ・リーガ             | 0          | 0          | 0          | 0          | 0            | 0            | 0          | 0          | 0    | 0    |
| ラージョ・バジェカーノ   | 2011-12      | ラ・リーガ             | 16         | 10         | 0          | 0          | 0            | 0            | 0          | 0          | 16   | 10   |
| アトレティコ・マドリード | 2012-13      | ラ・リーガ             | 31         | 10         | 8          | 8          | 5            | 2            | 0          | 0          | 44   | 20   |
| アトレティコ・マドリード | 2013-14      | ラ・リーガ             | 35         | 27         | 8          | 1          | 9            | 8            | 0          | 0          | 52   | 36   |
| イングランド             | イングランド | イングランド           | 国内リーグ | 国内リーグ | FAカップ   | FAカップ   | リーグカップ | リーグカップ | 欧州カップ | 欧州カップ | 通算 | 通算 |
| チェルシー               | 2014-15      | プレミアリーグ         | 26         | 20         | 1          | 0          | 3            | 1            | 7          | 0          | 37   | 21   |
| チェルシー               | 2015-16      | プレミアリーグ         | 28         | 12         | 4          | 2          | 1            | 0            | 8          | 2          | 42   | 17   |
| チェルシー               | 2016-17      | プレミアリーグ         | 35         | 20         | 4          | 1          | 2            | 0            | 0          | 0          | 41   | 21   |
| スペイン                 | スペイン     | スペイン               | 国内リーグ | 国内リーグ | 国内カップ | 国内カップ | 欧州カップ   | 欧州カップ   | その他     | その他     | 通算 | 通算 |
| アトレティコ・マドリード | 2017-18      | ラリーガ               | 15         | 3          | 3          | 2          | 5            | 2            | 0          | 0          | 23   | 7    |
| アトレティコ・マドリード | 2018–19      | ラリーガ               | 16         | 2          | 0          | 0          | 4            | 1            | 1          | 2          | 21   | 5    |
| アトレティコ・マドリード | 2019–20      | ラリーガ               | 23         | 5          | 0          | 0          | 6            | 0            | 0          | 0          | 29   | 5    |
| アトレティコ・マドリード | 2020-21      | ラリーガ               | 7          | 2          | 0          | 0          | 0            | 0            | 0          | 0          | 7    | 2    |
| 通算                     | 通算         | 通算                   | 378        | 146        | 44         | 18         | 52           | 17           | 3          | 2          | 477  | 183  |

## 代表歴

### 出場大会
- スペイン代表
  - 2014年 - 2014 FIFAワールドカップ（グループリーグ敗退）
  - 2018年 - 2018 FIFAワールドカップ（ベスト16）

### 試合数
- 国際Aマッチ 2試合 0得点（ブラジル、2013年）[51]
- 国際Aマッチ 24試合 10得点（スペイン、2014年-2018年）[51]

| ブラジル代表 | 国際Aマッチ | 国際Aマッチ |
| 年           | 出場        | 得点        |
| ------------ | ----------- | ----------- |
| 2013         | 2           | 0           |
| 通算         | 2           | 0           |

| スペイン代表 | 国際Aマッチ | 国際Aマッチ |
| 年           | 出場        | 得点        |
| ------------ | ----------- | ----------- |
| 2014         | 7           | 1           |
| 2015         | 3           | 0           |
| 2016         | 4           | 3           |
| 2017         | 2           | 2           |
| 2018         | 8           | 4           |
| 通算         | 24          | 10          |

### 得点
| #   | 開催年月日     | 開催地                                         | 対戦国             | スコア | 結果 | 試合概要                    |
| --- | -------------- | ---------------------------------------------- | ------------------ | ------ | ---- | --------------------------- |
| 1.  | 2014年10月12日 | ルクセンブルク市、スタッド・ヨジー・バーテル   | ルクセンブルク     | 0-3    | 0-4  | UEFA EURO 2016予選          |
| 2.  | 2016年9月5日   | マドリード、エスタディオ・ビセンテ・カルデロン | リヒテンシュタイン | 1-0    | 8-0  | 2018 FIFAワールドカップ予選 |
| 3.  | 2016年9月5日   | マドリード、エスタディオ・ビセンテ・カルデロン | リヒテンシュタイン | 5-0    | 8-0  | 2018 FIFAワールドカップ予選 |
| 4.  | 2016年10月9日  | シュコドラ、ロロ・ボリーチ・スタジアム         | アルバニア         | 0-1    | 0-2  | 2018 FIFAワールドカップ予選 |
| 5.  | 2017年3月24日  | ヒホン、エル・モリノン                         | イスラエル         | 3-0    | 4-1  | 2018 FIFAワールドカップ予選 |
| 6.  | 2017年6月11日  | スコピエ、ピリッポス2世アレナ                  | 北マケドニア       | 0-2    | 1-2  | 2018 FIFAワールドカップ予選 |
| 7.  | 2018年3月27日  | マドリード、ワンダ・メトロポリターノ           | アルゼンチン       | 1-0    | 6-1  | 親善試合                    |
| 8.  | 2018年6月15日  | ソチ、フィシュト・オリンピックスタジアム       | ポルトガル         | 1-1    | 3-3  | 2018 FIFAワールドカップ     |
| 9.  | 2018年6月15日  | ソチ、フィシュト・オリンピックスタジアム       | ポルトガル         | 2-2    | 3-3  | 2018 FIFAワールドカップ     |
| 10. | 2018年6月20日  | カザン、カザン・アリーナ                       | イラン             | 1-0    | 1-0  | 2018 FIFAワールドカップ     |

## タイトル

### クラブ
アトレティコ・マドリード
- UEFAスーパーカップ : 2回（2012, 2018）
- プリメーラ・ディビシオン : 2回（2013-14, 2020-21)
- コパ・デル・レイ : 1回（2012-13）
- UEFAヨーロッパリーグ : 1回（2017-18）

チェルシーFC
- フットボールリーグカップ : 1回（2014-15）
- プレミアリーグ : 2回（2014-15, 2016-17)

アトレチコ・ミネイロ
- コパ・ド・ブラジル：1回 (2021)
- カンピオナート・ミネイロ：1回 (2021)

### 個人
- コパ・デル・レイ得点王 : 2012-13
- ラ・リーガ月間最優秀選手賞 : 1回 (2013年9月)
- プレミアリーグ月間最優秀選手 : 2014年8月
- PFA年間ベストイレブン : 2014-15